# Copa Caribeña de Clubes Concacaf
La Copa Caribeña de Clubes Concacaf es un campeonato regional de clubes, en el que participan 10 clubes de las 20 asociaciones miembro de la Unión Caribeña de Fútbol como torneo clasificatorio para acudir a la Copa de Campeones de la Concacaf Está considerada la tercera más prestigiosa de Norteamérica, Centroamérica y el Caribe, tras la mencionada Copa de Campeones y la Copa Centroamericana de Concacaf.
El club que resulte ganador clasificará directamente a los Octavos de final de Liga de Campeones de la Concacaf, mientras que el subcampeón y tercer lugar clasificarán a la fase preliminar.

## Origen
La CONCACAF anunció en septiembre de 2021 que a partir de 2024, la Liga de Campeones de CONCACAF se ampliaría de 16 a 27 clubes. En ese momento también se comunicó que los clubes de la subregión del Caribe se clasificarían a través de la nueva Copa del Caribe, pero no se revelaron detalles específicos.

## Participantes
Ocho de los diez clubes en competencia serán los actuales campeones y subcampeones de las cinco ligas de la región que cumplen con los estándares de licencia profesional de CONCACAF, a los que se sumarán los dos mejores de la CFU Club Shield.
Según el periodo 2025-26
| País                 | Asociación                       | Cupos                | Participantes             |
| -------------------- | -------------------------------- | -------------------- | ------------------------- |
| República Dominicana | Liga Dominicana de Fútbol        | Campeón y subcampeón | Cibao FC y O&M FC         |
| Haití                | Liga de fútbol de Haití          | Campeón              | Juventus des Cayes        |
| Jamaica              | Liga Premier Nacional de Jamaica | Campeón y subcampeón | Cavalier y Mount Pleasant |
| Trinidad y Tobago    | TT Pro League                    | Campeón y subcampeón | Defence Force FC y TBD    |
| Surinam              | Liga Mayor de Surinam            | Campeón              | SV Robinhood              |
| Varios               | CFU Club Shield                  | Campeón y subcampeón |                           |

## Formato de disputa
Los diez clubes participantes se dividirán en dos grupos de cinco equipos. En cada grupo jugarán todos contra todos a una sola vuelta. Los dos mejores clubes de cada grupo disputarán eliminatorias directas para determinar las posiciones a través de semifinales, partido por el tercer lugar y una final; esto, también determinará la ronda en la que accederán a la Copa de Campeones de la CONCACAF.

## Historial
| Copa Caribeña de Clubes Concacaf | Copa Caribeña de Clubes Concacaf | Copa Caribeña de Clubes Concacaf | Copa Caribeña de Clubes Concacaf | Copa Caribeña de Clubes Concacaf | Copa Caribeña de Clubes Concacaf | Copa Caribeña de Clubes Concacaf | Copa Caribeña de Clubes Concacaf |
| Temporada                        | Campeón                          | Resultado                        | Subcampeón                       | Tercer lugar                     | Resultado                        | Cuarto lugar                     | Goleador                         |
| -------------------------------- | -------------------------------- | -------------------------------- | -------------------------------- | -------------------------------- | -------------------------------- | -------------------------------- | -------------------------------- |
| 2023                             | SV Robinhood                     | 1-0 2-0                          | Cavalier SC                      | Moca FC                          | 2-1 1-1                          | Harbour View FC                  | Renske Adipi ( SV Robinhood)     |
| 2024                             | Cavalier SC                      | 1-0 1-2                          | Cibao FC                         | Real Hope FA                     | 1-0 3-2                          | Moca FC                          | Jalmaro Calvin ( Cavalier SC)    |

### Títulos por equipo
| Equipo       | Títulos | Subtítulos | Tercer lugar | Años campeón | Años subcampeón | Años tercer lugar |
| ------------ | ------- | ---------- | ------------ | ------------ | --------------- | ----------------- |
| Cavalier SC  | 1       | 1          | 0            | 2024         | 2023            | -                 |
| SV Robinhood | 1       | 0          | 0            | 2023         | -               | -                 |
| Cibao FC     | 0       | 1          | 0            | -            | 2024            | -                 |
| Real Hope FA | 0       | 0          | 1            | -            | -               | 2024              |
| Moca FC      | 0       | 0          | 1            | -            | -               | 2023              |

### Títulos por país
| País                 | Títulos | Subtítulos | Tercer lugar |
| -------------------- | ------- | ---------- | ------------ |
| Jamaica              | 1       | 1          | -            |
| Surinam              | 1       | -          | -            |
| República Dominicana | -       | 1          | 1            |
| Haití                | -       | -          | 1            |